# Emil Solke
Emil Solke (* 10. August 1916 in Limbergen; † 16. August 1999 in Bedburg-Hau) war ein deutscher Landwirt und Politiker (CDU).

## Leben und Beruf
Nach dem Abitur 1937 am Humanistischen Gymnasium in Dülmen leistete Solke zunächst ein halbes Jahr Reichsarbeitsdienst. Anschließend begann er ein Studium der Theologie, das er aber, nachdem er 1940 zur Wehrmacht eingezogen wurde, unterbrechen musste. Danach nahm er als Soldat am Zweiten Weltkrieg teil und wurde an der Ostfront eingesetzt. 1943 erlitt er eine Armversteifung, woraufhin er vorzeitig aus dem Kriegsdienst entlassen wurde. 1944 nahm er sein Studium wieder auf. Er studierte zusätzlich Rechtswissenschaft und beendete das Studium 1946 mit dem ersten theologischen Staatsexamen.
Solke arbeitete nach 1945 als Betreuer bei der Katholischen Landjugend im Bistum Münster, wurde dort zunächst Referent und war seit Anfang 1953 Bundesvorsitzender der Organisation. Er war gleichzeitig als Redakteur für die katholische Landjugendzeitschrift Der Sämann tätig und wurde 1949 Leiter der katholischen Landvolkshochschule Haus Freudenberg in Kleve. Seit 1952 ging er einer Tätigkeit als praktischer Landwirt in Huisberden nach. Von 1970 bis 1984 fungierte er als Präsident des Rheinischen Landwirtschaftsverbandes.

## Partei
Solke war seit 1953 Mitglied der CDU.

## Abgeordneter
Solke gehörte dem Deutschen Bundestag von 1953 bis 1961 und erneut von 1969 bis 1976 an. Er vertrat zunächst den Wahlkreis Geldern – Kleve und später nach dem Neuzuschnitt der Wahlkreise den Wahlkreis Kleve im Parlament. Bei allen Wahlen wurde er in seinem Wahlkreis direkt gewählt.

## Ehrungen
Solke wurde am 24. Mai 1987 mit dem Verdienstorden des Landes Nordrhein-Westfalen ausgezeichnet.